# Carita
För andra betydelser, se Carita (olika betydelser).
Kvinnonamnet Carita eller Karita är ett italienskt namn som kommer av det latinska ordet caritas som betyder 'barmhärtighet'. Det vill säga det slag av barmhärtighet som är grundat på kärleken Agape'. Namnet har funnits i Sverige sedan slutet av 1800-talet.
Namnet är relativt ovanligt i Sverige men hade en popularitetstopp under 1970-talet.[källa behövs]
Den 31 december 2014 fanns det totalt 2 471 kvinnor folkbokförda i Sverige med namnet Carita eller Karita, varav 1 339 bar det som tilltalsnamn.
Namnsdag: 7 maj (1986–1992: 24 augusti, 1993–2000: 19 september). I den finlandssvenska namnsdagslängden har Carita namnsdag 17 februari sedan 1950. Till 1972 med stavningen Karita.

## Personer med namnet Carita eller Karita
- Karita Bekkemellem, norsk politiker
- Carita Holmström, finlandssvensk sångerska
- Carita Järvinen, finlandssvensk fotomodell och skådespelare
- Karita Mattila, finländsk operasångerska
- Carita Nyström, finlandssvensk författare

## Fiktiva personer med namnet Carita eller Karita
- Carita, karaktär i humorprogrammet Kvarteret Skatan, spelad av Anna Blomberg
- Carita, karaktär i boken bakom tv-serien / filmen Agnes Cecilia – en sällsam historia, spelad av Suzanne Reuter